# 1977 en Alberta
Chronologie de l'Alberta
- 1973
- 1974
- 1975
- 1976
- 1977
- 1978
- 1979
- 1980
- 1981

Cette page concerne des événements qui se sont produits durant l'année 1977 dans la province canadienne de l'Alberta.

## Politique
- Premier ministre :  Peter Lougheed du parti Progressiste-conservateur
- Chef de l'Opposition : Robert C. Clark
- Lieutenant-gouverneur :  Ralph Garwin Steinhauer
- Législature :

## Événements
- Mise en service :
  - de la Dome Tower, tour de bureaux de 144 mètres de hauteur, située 333 7 Avenue SW à Calgary[1].
  - de la Home Oil Tower, immeuble de bureaux de 137 mètres de hauteur à Calgary[2].
  - du Shell Centre, tour de bureaux de 140 mètres de hauteur située 400 4 Avenue SW à Calgary[3].
- Météorite d'Innisfree, une météorite tombée le 5 février 1977 près d'Innisfree.

## Naissances
- 7 janvier : Brent Sopel (né à Calgary), joueur professionnel canadien de hockey sur glace[4].
- 8 janvier : Ricken Patel (né à Edmonton), entrepreneur anglo-canadien, président fondateur de l'ONG Avaaz.org dont il est aujourd'hui le directeur exécutif. Il est également membre du think tank « Res Publica ».
- 21 avril : Jamie Salé (née à Calgary), patineuse artistique canadienne en couple, patinant avec David Pelletier depuis 1998. Ils sont les champions olympiques en couple des Jeux olympiques d'hiver de 2002.
- 27 mai : Chris Le Bihan, né à Grande Prairie, bobeur canadien.
- 13 juin : Shane Willis (né à Edmonton), joueur professionnel canadien de hockey sur glace. Il évoluait au poste d'ailier droit[5].
- 1 juillet : Jarome Arthur-Leigh Adekunle Tig Junior Elvis Iginla, connu sous le nom de Jarome Iginla, (né à Edmonton), joueur de hockey sur glace professionnel canadien, de père d'origine nigériane[6].
- 11 août : Robin Clegg, né  à Edmonton, biathlète canadien actif entre 1999 et 2010 mais également coureur cycliste.
- 29 août : Carter Rycroft (né à Grande Prairie), curleur canadien.
- 6 octobre : Lindsay Alcock, née à Calgary, est une skeletoneuse canadienne.
- 8 octobre : Viktor Berg, né à Edmonton, joueur professionnel de squash représentant le Canada. Il atteint le 44e rang mondial en juin 2003, son meilleur classement[7].
- 26 octobre 1977 : Mark Christopher Smith (né à Edmonton), joueur professionnel canadien de hockey sur glace. Il évoluait au poste de centre.
- 29 octobre : Matt Higgins (né à Calgary), joueur professionnel canadien de hockey sur glace[8].
- 1 décembre : Mark Ghanimé, acteur canadien né le 1er décembre 1977 à Calgary.